# 喜多陽子
喜多 陽子（きた ようこ、1993年1月17日 - ）は、日本の女優、タレント。大阪府出身。プラチナムプロダクション所属。妹はFYTの喜多裕子。

## 略歴
中学生時代、ボックスコーポレーションにスカウトされ、女優・タレントとしての活動を開始した。2013年、プラチナムプロダクションに移籍し、ミスiD2014に出場した。

## 人物
愛称は、よーこ。憧れの女優は満島ひかり、吉高由里子。乃木坂46の生駒里奈とは友達。高校の同級生である石橋杏奈、村上友梨、蜂谷晏海とプライベートユニット「W☆ya!」を組んでおり、お互いのブログに度々登場している。趣味はアコースティックギターを弾くこと。

### ユニット活動
2014年に出演した映画『日々ロック』PR活動の一環として、東京・JOL原宿にて行われたイベントに出演した際、同事務所所属の工藤えみ、伊藤弥鈴、工藤と同郷でユニットでも共働したことのある楠世蓮と共に4人組ガールズバンド『B1』（ビーワン）を組み、ライブ・パフォーマンスを行った。バンド名はビルの地下1階でリハーサルをしていたことから工藤が名づけた。ちなみにライブ時の振付は竹中夏海が担当。竹中のファンだった喜多はレッスン時にものすごく興奮した。
2015年7月18日、Shibuya eggmanで行われた同事務所所属の5人組アイドルユニット『サンミニッツ』のライブに出演し、同グループの6人目のメンバーとして加入することを発表した（同時にユニット名を『サンミニ』に改名することも発表された）。

## 出演

### 映画
- 踊る大捜査線 THE MOVIE3 ヤツらを解放せよ!（2010年7月3日、東宝）[13]
- 高校デビュー（2011年4月1日、アスミック・エース）[1]
- 乱反射（2011年8月6日、スタイルジャム）[1]
- ゴメンナサイ（2011年10月29日、Thanks Lab.）[1]
- 貞子3D（2012年5月12日、角川映画） - 森崎典子 役。
- 1+1=11（2012年6月23日、映画24区）[14]
- BUNGO〜ささやかな欲望〜 告白する紳士たち 「幸福の彼方」（2012年9月29日、角川映画）
- 行方不明（2012年11月10日、ネビュラ） - ひかり 役[15]。
- 俺はまだ本気出してないだけ（2013年6月15日、松竹）[1]
- 抱きしめたい -真実の物語-（2014年2月1日、東宝）[1]
- 神さまの言うとおり（2014年11月15日、東宝）[1]
- 日々ロック（2014年11月22日、松竹） - 町田町子 役[16]。

### テレビドラマ
- 放課後はミステリーとともに（2012年4月23日 - 6月25日、TBS）[1]
- 野田ともうします。 シーズン3 第4・18話（2012年11月19日・2013年2月4日、NHKワンセグ2）[1]
- ぶっせん（2013年7月16日 - 9月24日、TBS） - 真納 役。
- 花咲舞が黙ってない 第6話（2014年5月21日、日本テレビ） - 根岸萌 役。
- ごめんね青春!（2014年10月12日 - 12月21日、TBS）[1]
- ラブリラン（2018年4月5日 - 、読売テレビ） - 林原奈緒 役[17]
- パーフェクトクライム (2019年1月20日 -、ABCテレビ) - 宇佐美礼子 役[18]

### その他テレビ番組
- アカデミーナイト（2012年、TBS）[19][20]

### 舞台
- へなちょこヴィーナス（2010年9月1日 - 5日、ウッディシアター中目黒） - トモ子 役[21]。
- へなちょこヴィーナス（2011年1月26日 - 30日、劇場MOMO） - 鳴海ゆか 役[22]。
- 問題のない私たち（2011年8月9日 - 14日、テアトルBONBON） - 潮崎マリア 役[23]。
- ゴジラ（2011年9月30日 - 10月2日、新宿シアターモリエール） - 一之瀬ユミ 役[24]。
- 悲しき天使（2012年2月2日 - 5日、シアターグリーン BIG TREE THEATER） - 恵利 役[25]。
- 笑う巨塔（2012年10月3日 - 12月2日、東京 / 地方） - 大村あゆみ 役[26]。
- 鉈切り丸（2013年10月12日 - 11月30日、東京 / 大阪） - 乙姫 役[27]。

### オリジナルビデオ
- スミレ刑事の花咲く事件簿 episode 2、4（2011年5月2日発売）

### CM
- 日本マクドナルド レタス&ペッパーバーガー（2012年3月 - ）[1]
- プレナス ほっともっと（2013年7月 - ）[1]
- 日本コカ・コーラ アクエリアス（2013年7月 - ）[1]
- 日本生命保険 みらい♪フェス（2014年5月 - ）[1]